# 華斯高達伽馬划艇會
瓦斯科达伽马划艇俱乐部（葡萄牙語：Club de Regatas Vasco da Gama），是一間位於巴西里約熱內盧的體育會，在1898年8月21日成立，而足球部則於1915年11月5日成立。球會以著名葡萄牙航海家瓦斯科·达·伽马命名，很多里約熱內盧的葡萄牙移民都很支持華斯高。
華斯高的主場位於聖贊拿利奧球場，能容納31,000人，但有些比賽則在馬拉簡拿進行，那裡能容納103,000人。他們的球衣主要由白色再加上一條黑色對角線組成，還有白褲和白襪。
華斯高一大特色是消除種族歧視，這個問題困擾了巴西足球很長一段時間，球迷經常會引以爲豪。

## 榮譽
- 國內
  - 巴西足球甲級聯賽冠軍(4)：1974, 1989, 1997, 2000
  - 巴西盃冠軍(1)：2011
  - 巴西足球乙級聯賽冠軍(1)：2009
- 州際
  - 州聯賽（葡萄牙語：Campeonato Carioca de Futebol）冠軍(24)：1923, 1924, 1929, 1934, 1936, 1945, 1947, 1949, 1950, 1952, 1956, 1958, 1970, 1977, 1982, 1987, 1988, 1992, 1993, 1994, 1998, 2003, 2015, 2016
- 國際
  - 南美自由盃冠軍(1)：1998
  - 南美洲俱樂部錦標賽冠軍(1)：1948
  - 南方共同市場盃冠軍(1)：2000

## 聯賽紀錄
| 年度 | 排名   | 年度 | 排名   | 年度 | 排名   | 年度 | 排名     | 年度 | 排名      | 年度 | 排名       |
| ---- | ------ | ---- | ------ | ---- | ------ | ---- | -------- | ---- | --------- | ---- | ---------- |
| 1971 | 第12名 | 1981 | 第5名  | 1991 | 第11名 | 2001 | 第11名   | 2011 | 第2名     | 2021 | 巴乙第10名 |
| 1972 | 第7名  | 1982 | 第10名 | 1992 | 第3名  | 2002 | 第15名   | 2012 | 第5名     | 2022 | 巴乙第4名  |
| 1973 | 第14名 | 1983 | 第6名  | 1993 | 第20名 | 2003 | 第17名   | 2013 | 第18名    |      |            |
| 1974 | 第1名  | 1984 | 第2名  | 1994 | 第13名 | 2004 | 第16名   | 2014 | 巴乙第3名 |      |            |
| 1975 | 第20名 | 1985 | 第11名 | 1995 | 第20名 | 2005 | 第12名   | 2015 | 第18名    |      |            |
| 1976 | 第12名 | 1986 | 第13名 | 1996 | 第18名 | 2006 | 第6名    | 2016 | 巴乙第3名 |      |            |
| 1977 | 第12名 | 1987 | 第10名 | 1997 | 第1名  | 2007 | 第10名   | 2017 | 第7名     |      |            |
| 1978 | 第4名  | 1988 | 第5名  | 1998 | 第10名 | 2008 | 第18名   | 2018 | 第16名    |      |            |
| 1979 | 第2名  | 1989 | 第1名  | 1999 | 第6名  | 2009 | 巴乙冠軍 | 2019 | 第12名    |      |            |
| 1980 | 第8名  | 1990 | 第12名 | 2000 | 第1名  | 2010 | 第11名   | 2020 | 第17名    |      |            |

## 神射手
1. 甸拿馬迪 - 在1110場賽事中射入698球
2. 艾迪米 - 在429場賽事中射入301球
3. 羅馬里奧 - 在376場賽事中射入290球
4. 賓加 - 在466場賽事中射入250球
5. 伊波祖根 - 在413場賽事中射入225球

## 神射手（單季）
1. 羅馬里奧 - 在2000年球季射入65球
2. 甸拿馬迪 - 在1981年球季射入61球

## 著名球員
- 艾迪米
- 戴亞士
- 岩馬路
- 桑尼安達臣
- 巴保沙
- 貝比圖
- 比連尼
- 畢圖
- 祖文奴
- 芝高
- 高加達
- 戴素
- 埃德蒙多·艾維斯·迪·蘇沙
- 法斯圖
- 菲利比
- 基拔圖
- 伊波祖根
- 波利斯達祖連奴
- P祖連奴
- 馬高安東尼奧
- 加維奧
- 馬仙奴
- 比根拿
- 奧斯卡連奴
- 柏斯高
- 柏甸奴
- 甸拿馬迪
- 羅馬里奧
- 沙巴拿
- 華拿
- 瓦瓦
- 薛馬利亞

## 著名教練
- 阿贝尔·布拉加
- 安东尼奥·洛佩斯
- 真蒂尔·卡尔多索
- 奥托·格洛里亚
- 乔尔·桑塔纳
- 塞巴斯蒂奥·拉扎罗尼
- 马里奥·扎加洛
- 泽塞·莫雷拉

## 球場
華斯高的主場位於聖贊拿利奧球場，在1927年落成，能容納31,000人。

## 趣聞
- 華斯高的同市宿敵有:富明尼斯、保地花高和法林明高，當中後者是最大的對手。
- 因為華斯高的傳統，有很多來自世界各地的體育會都叫「華斯高」。

## 會歌
華斯高的官方會歌在1918年由Joaquim Barros Ferreira da Silva創作。另一首官方會歌為Meu Pavilhão(意思為我的休息處)，在三十年代由João de Freitas創作，Hernani Correia作曲。後來這首歌取代了舊會歌。
不過，會最著名的會歌並非來自官方，而是由Lamartine Babo在1942年創作的會歌。

## 球迷組織
- Torcida Força Jovem Vasco （页面存档备份，存于）
- Torcida Mancha Negra Vasco （页面存档备份，存于）
- Torcida Organizada do Vasco
- Kamikazes Vascaínos
- Pequenos Vascaínos
- Renovascão Vasco Campeão
- ResenVasco
- VasBoaVista

## 外部連結
- 官方網站 （页面存档备份，存于）
- Torcida Força Jovem Vasco （页面存档备份，存于）
- Torcida Mancha Negra Vasco （页面存档备份，存于）
- 非官方網站 （页面存档备份，存于）
- 非官方網站 （页面存档备份，存于）